# Вайурль
Вайу́рль (фр. Vailhourles, окс. Valhorlhas) — коммуна во Франции, находится в регионе Окситания. Департамент — Аверон. Входит в состав кантона Вильфранш-де-Руэрг. Округ коммуны — Вильфранш-де-Руэрг.
Код INSEE коммуны — 12287.
Коммуна расположена приблизительно в 510 км к югу от Парижа, в 90 км северо-восточнее Тулузы, в 55 км к западу от Родеза.

## Население
Население коммуны на 2008 год составляло 611 человек.
| 1962 | 1968 | 1975 | 1982 | 1990 | 1999 | 2008 |
| ---- | ---- | ---- | ---- | ---- | ---- | ---- |
| 564  | 615  | 564  | 556  | 535  | 511  | 611  |

## Экономика

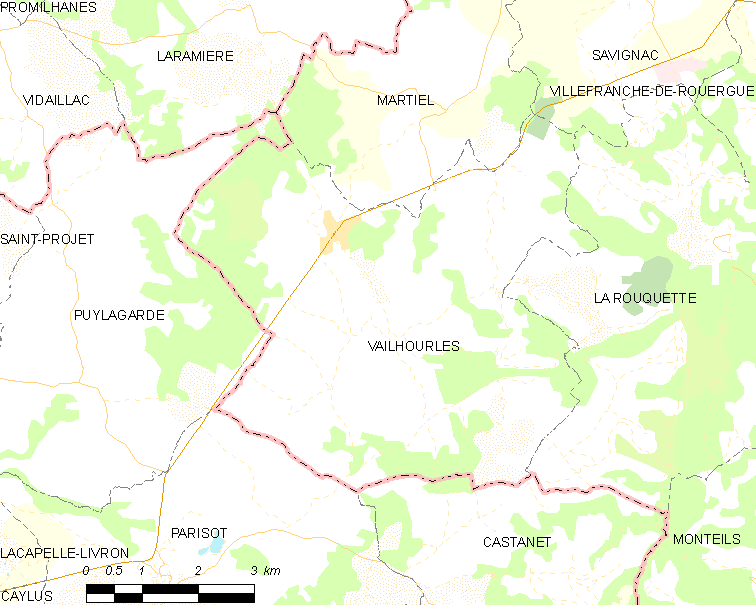
Карта коммуны

В 2007 году среди 359 человек в трудоспособном возрасте (15—64 лет) 279 были экономически активными, 80 — неактивными (показатель активности — 77,7 %, в 1999 году было 66,3 %). Из 279 активных работали 247 человек (138 мужчин и 109 женщин), безработных было 32 (14 мужчин и 18 женщин). Среди 80 неактивных 23 человека были учениками или студентами, 37 — пенсионерами, 20 были неактивными по другим причинам.